# Cassville (Virginia Occidental)
Cassville es un lugar designado por el censo ubicado en el condado de Monongalia en el estado estadounidense de Virginia Occidental. En el Censo de 2020 tenía una población de 1268 habitantes y una densidad poblacional de 137,8 personas por km².

## Geografía
Cassville se encuentra ubicado en las coordenadas 39°40′53″N 80°3′56″O / 39.68139, -80.06556. Según la Oficina del Censo de los Estados Unidos, Cassville tiene una superficie total de 9.2 km², de la cual 9.18 km² corresponden a tierra firme y (0.17%) 0.02 km² es agua.

## Demografía
Según el censo de 2010, había 701 personas residiendo en Cassville. La densidad de población era de 76,2 hab./km². De los 701 habitantes, Cassville estaba compuesto por el 95.29% blancos, el 2.71% eran afroamericanos, el 0.14% eran amerindios, el 0.29% eran asiáticos, el 0% eran isleños del Pacífico, el 0.14% eran de otras razas y el 1.43% pertenecían a dos o más razas. Del total de la población el 0.71% eran hispanos o latinos de cualquier raza.